# Kevin Kline
Kevin Kline (* 24. října 1947 St. Louis, Missouri) je americký filmový a divadelní herec. Studoval na Juilliard School a ve svých hereckých začátcích cestoval s putovním divadlem po celých Spojených státech. Koncem sedmdesátých let se začal věnovat hraní ve filmech. Od roku 1989 je jeho manželkou herečka Phoebe Cates.

## Filmografie

### Film
| Název | Rok                                                   | Role                                                | Poznámky |
| ----- | ----------------------------------------------------- | --------------------------------------------------- | -------- |
| 1982  | Sophiina volba                                        | Nathan Landau                                       |          |
| 1982  | Piráti z Penzance                                     | Král pirátů                                         |          |
| 1982  | Velké rozčarování                                     | Harold Cooper                                       |          |
| 1985  | Silverado                                             | Paden                                               |          |
| 1986  | Modré fialky                                          | Henry Squires                                       |          |
| 1987  | Volání svobody                                        | Donald Woods                                        |          |
| 1988  | Ryba jménem Wanda                                     | Otto West                                           |          |
| 1989  | Lednový muž                                           | Nick Starkey                                        |          |
| 1990  | Miluji tě k smrti                                     | Joey Boca                                           |          |
| 1991  | Bublifuk                                              | Jeffery Anderson / Dr. Rod Randall                  |          |
| 1991  | Grand Canyon                                          | Mack                                                |          |
| 1992  | Ochotní dospělí                                       | Richard Parker                                      |          |
| 1992  | Chaplin                                               | Douglas Fairbanks                                   |          |
| 1993  | Dave                                                  | Dave Kovic / prezident William Harrison Mitchell    |          |
| 1993  | Louskáček                                             | Vypravěč (hlas)                                     |          |
| 1994  | Princezna Caraboo                                     | Frixos                                              |          |
| 1995  | Francouzský polibek                                   | Luc Teyssier                                        |          |
| 1996  | Zvoník u Matky boží                                   | kapitán Phoebus (hlas)                              |          |
| 1997  | Ledová bouře                                          | Ben Hood                                            |          |
| 1997  | Divoká stvoření                                       | Vince McCain / Rod McCain                           |          |
| 1997  | Svatba naruby                                         | Howard Brackett                                     |          |
| 1999  | Sen noci svatojánské                                  | Nick Bottom                                         |          |
| 1999  | Wild Wild West                                        | Artemus "Artie" Gordon / President Ulysses S. Grant |          |
| 2000  | Eldorádo                                              | Tulio (hlas)                                        |          |
| 2001  | Nepovedený večírek                                    | Cal Gold                                            |          |
| 2001  | Dům života                                            | George Monroe                                       |          |
| 2002  | Orange County                                         | Marcus Skinner                                      | cameo    |
| 2002  | Zvoník u Matky Boží II                                | kapitán Phoebus (hlas)                              |          |
| 2002  | Klub vyvolených                                       | William Hundert                                     |          |
| 2004  | De-Lovely                                             | Cole Porter                                         |          |
| 2006  | Růžový panter                                         | inspektor Dreyfus                                   |          |
| 2006  | Zítra nehrajeme!                                      | Guy Noir                                            |          |
| 2006  | Jak se Vám líbí                                       | Jaques                                              |          |
| 2007  | Trade                                                 | Ray Sheridan                                        |          |
| 2008  | Určitě, možná                                         | Hampton Roth                                        |          |
| 2008  | Příběh o Zoufálkovi                                   | Andre (hlas)                                        |          |
| 2009  | Šachová královna                                      | doktor Kröger                                       |          |
| 2010  | Poslední gigolo                                       | Henry Harrison                                      |          |
| 2011  | Hlavně nezávazně                                      | Alvin Franklin                                      |          |
| 2011  | Konspirátor                                           | Edwin Stanton                                       |          |
| 2012  | Drahoušek k zakousnutí                                | Dr. Joseph Winter                                   |          |
| 2013  | Frajeři ve Vegas                                      | Sam Harris                                          |          |
| 2013  | Poslední láska Robina Hooda                           | Errol Flynn                                         |          |
| 2014  | Podnájemnice                                          | Mathias Gold                                        |          |
| 2015  | Nikdy není pozdě                                      | Pete                                                |          |
| 2016  | Dean                                                  | Robert                                              |          |
| 2017  | Kráska a zvíře                                        | Maurice                                             |          |
| 2017  | Present Laughter                                      | Garry Essendine                                     |          |
| 2019  | The Investigation: A Search for the Truth in Ten Acts | Robert S Mueller III                                |          |
| 2020  | The Diary                                             | —                                                   |          |
| —     | The Starling                                          | —                                                   |          |
| —     | The Good House                                        | Frank Getchell                                      |          |

### Televize
| Rok        | Název                                            | Role                     | Poznámky                                          |
| ---------- | ------------------------------------------------ | ------------------------ | ------------------------------------------------- |
| 1976       | Search for Tomorrow                              | Woody Reed               |                                                   |
| 1976       | The Time of Your Life                            | McCarthy                 | TV film                                           |
| 1977       | The CBS Festival of Lively Arts for Young People | Petruchio                | díl: „Henry Winkler Meets William Shakespeare“    |
| 1980       | The Pirates of Penzance                          | Král pirátů              | TV film                                           |
| 1988–93    | Saturday Night Live                              | Sám sebe/moderátor       | 2 díly                                            |
| 1990       | Hamlet                                           | Hamlet                   | TV film                                           |
| 1991       | Merlin and the Dragons                           | Vypravěč                 | TV film                                           |
| 2003       | Freedom: A History of Us                         | Různé role (hlas)        | 7 dílů                                            |
| 2008       | Cyrano z Bergeracu                               | Cyrano z Bergeracu       | TV film                                           |
| 2011–dosud | Bobovy burgery                                   | Calvin Fischoeder (hlas) | 31 dílů                                           |
| 2016       | Maya & Marty                                     | Manžel                   | díl: „Will Forte, Amy Poehler and Jerry Seinfeld“ |